# استجابة الولايات المتحدة لجائحة فيروس كورونا
اشتملت استجابة الولايات المتحدة لجائحة فيروس كورونا على العديد من التدابير المفروضة من قبل المجتمع الطبي والحكومات الفيدرالية والولاياتية والمحلية والجيش والقطاع الخاص. كانت استجابة العامة شديدة الاستقطاب، مع ملاحظة العديد من الانقسامات الحزبية والاحتجاجات المتزامنة والاضطرابات التي عقّدت الاستجابة.

## الاستجابة الطبية

### الاستجابة الأولية خارج الولايات المتحدة
في 6 يناير، بعد أسبوع من إعلام الولايات المتحدة بتفشي الوباء في الصين، عرضت كل من وزارة الصحة والخدمات الإنسانية الأمريكية ومركز السيطرة على الأمراض والوقاية منها إرسال فريق من خبراء الصحة الأمريكيين إلى الصين. ووفقًا لمدير مركز السيطرة على الأمراض روبرت ر. ريدفيلد، فإن الحكومة الصينية رفضت السماح لهم بدخول الصين، ما أدى بالنتيجة إلى تأخّر الولايات المتحدة في تحديد خطر تفشي المرض واحتوائه قبل وصوله إلى دول أخرى. صرّح وزير الصحة والخدمات الإنسانية الأمريكية أليكس عازار بأن الصين قد أخطرت العالم بتفشي وباء كورونا بشكل أبكر بكثير مقارنةً بما حصل عند تفشي السارس عام 2003، ولكنها بالمقابل رفضت بصورة غير مبررة مساعدة مركز السيطرة على الأمراض والوقاية منها في التعامل مع هذا الوباء الجديد. 
في 28 يناير، حدّث مركز السيطرة على الأمراض والوقاية منها توصيات السفر إلى الصين إلى المستوى 3 أي حالة الإنذار القصوى. قدّم عازار أسماء خبراء أمريكيين إلى منظمة الصحة العالمية وقال إن الولايات المتحدة ستقدم 105 مليون دولار كتمويل، مضيفًا أنه تقدم بطلب 136 مليون دولار أخرى من الكونغرس. في 8 فبراير، أعلن الرئيس التنفيذي لمنظمة الصحة العالمية أن فريقًا من الخبراء الدوليين كان قد جُمع للسفر إلى الصين، وأعرب عن أمله في أن يكون مسؤولون من مركز السيطرة على الأمراض جزءًا من هذه البعثة. تألف فريق منظمة الصحة العالمية من ثلاثة عشر باحثًا دوليًا، من بينهم اثنان من الأمريكيين، وقام بجولة في خمس مدن في الصين مع اثني عشر عالمًا محليًا لدراسة الوباء في الفترة من 16 إلى 23 فبراير. نشر الفريق تقريره النهائي في 28 فبراير.
في أواخر شهر يناير، أعلنت شركة بوينغ عن تبرعها ب 250 ألف كمامة طبية للمساعدة في حل أزمة نقص الإمدادات في الصين. في 7 فبراير، صرّحت وزارة الخارجية إنها سهلت نقل ما يقرب من ثمانية عشر طنًا من الإمدادات الطبية إلى الصين، بما في ذلك الأقنعة والعباءات الطبية والشاش وأقنعة التنفس وغيرها من المواد بالغة الأهمية. في نفس اليوم، أعلن وزير الخارجية الأمريكي بومبيو عن تبرع بقيمة 100 مليون دولار للصين ودول أخرى للمساعدة في مكافحة الفيروس. 
في 28 فبراير، عرضت وزارة الخارجية مساعدة إيران في مكافحة تفشي الوباء، إذ كانت حالات الإصابة والوفيات في تزايد مستمر في إيران. ومع ذلك، اعترضت إيران بأن العقوبات الأمريكية تعرقل مكافحة المرض، وهو ما نفته الولايات المتحدة، قائلةً إن إيران أساءت التعامل مع الأزمة.

### اختبار كوفيد-19
يسمح اختبار فيروس كورونا للعاملين في المجال الصحي بتحديد المصابين، وهو أداة أساسية في تقصي الوباء. هناك أنواع مختلفة من الاختبارات في السوق حاليًا؛ يحدد بعضها ما إذا كان المريض مصابًا في وقت إجراء الاختبار، في حين يحدد بعضها الآخر التعرّض السابق للفيروس. كشف تقرير نُشر في يناير 2021 أن شركة صينية، مجموعة بي جي آي، كانت تحاول توزيع مجموعات اختبار فيروس كورونا على 11 ولاية على الأقل في الولايات المتحدة. حذّر مسؤولو الاستخبارات والأمن الأمريكيون بشأن المخاطر الأمنية التي ينطوي عليها استخدام هذه المجموعات، إذ كانت مجموعة بي جي آي تحاول استخدام الحمض النووي للمرضى من خلال ماكينات التسلسل الجيني التي أرسلت إلى المختبرات الأمريكية. مع ذلك، فقد دفعت المؤسسات الفيدرالية، بما في ذلك إدارة الغذاء والدواء والوكالة الفيدرالية لإدارة الطوارئ ووزارة الصحة والخدمات الإنسانية الأمريكية، لاستخدام مجموعات الاختبار هذه بالرغم من التحذيرات. إلى جانب الولايات الـ 11، تلقّت ولاية نيفادا مجموعات الاختبار صينية الصنع من شركة البيانات والذكاء الاصطناعي في أبو ظبي، المجموعة 42، بالتعاون مع بي جي آي. استُخدمت بعض مستلزمات الاختبار في نيفادا، لكن الولايات الأخرى مثل ألاباما، داكوتا الجنوبية، أوهايو، رود آيلاند، ماساتشوستس، أركنساس، كاليفورنيا، إنديانا، كانساس، كارولاينا الشمالية وبنسلفانيا لم تشتر مجموعات بي جي آي.

### متابعة مخالطي المرضى
تعدّ متابعة مخالطي المرضى وسيلة لتقصي انتشار العدوى أثناء مرحلة إعادة الافتتاح بعد الحجر. اختارت بعض الولايات مثل تكساس وأريزونا المضي قدمًا في إعادة الافتتاح دون وجود برامج مناسبة لمتابعة مخالطي المرضى. أعرب خبراء الصحة عن مخاوفهم بشأن تدريب وتوظيف عدد كافٍ من الكوادر للحدّ من انتشار العدوى. حالت المخاوف المتعلقة بالخصوصية دون اتخاذ تدابير مثل تلك المفروضة في كوريا الجنوبية، حيث استخدمت السلطات تتبع الهاتف المحمول وتفاصيل بطاقة الائتمان لتحديد واختبار الآلاف من رواد الملاهي الليلية عندما عاودت الحالات الظهور. يُعتقد أن متابعة مخالطي المرضى، وحتى الدول ذات التمويل الأفضل واجهت تحديات في التواصل مع مخالطي المرضى. خصص الكونغرس 631 مليون دولار لبرامج الرقابة الصحية على مستوى الولايات وعلى المستوى المحلي، لكن مركز جونز هوبكنز للسلامة الصحية قدّر بأن النقص يعادل 3.6 مليار دولار. ترتفع التكلفة مع ارتفاع تعداد الإصابات، وتكون متابعة مخالطي المرضى أسهل عندما يكون عدد الإصابات أقل. وأعرب مسؤولون في المجال الصحي عن قلقهم بشأن المجتمعات منخفضة الدخل والتي من المحتمل أن تتخلف بصورة أكبر في متابعة مخالطي المرضى، «وما يزيد هذه المشكلة سوءًا هو انعدام ثقة الأقليات في مسؤولي الصحة العامة منذ زمن طويل».
اعتبارًا من 1 يوليو، تستخدم أربع ولايات فقط تطبيقات متابعة مخالطي المرضى كجزء من استراتيجياتها على مستوى الولاية للتحكم في انتشار العدوى. توثّق التطبيقات التقاربات الرقمية بين الهواتف الذكية، لذلك يُخطر المستخدمين تلقائيًا إذا ثبت إصابة شخص ما كانوا على اتصال به. يدّعي مسؤولو الصحة العامة في كاليفورنيا أنه يمكن نسخ معظم الوظائف باستخدام الرسائل النصية والدردشة والبريد الإلكتروني والاتصالات الهاتفية.